# William Allan

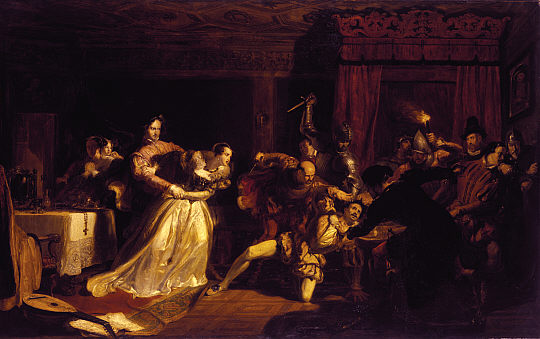
The Murder of David Rizzio (1833), jedno z dzieł malarza

Sir William Allan (ur. w 1782 w Edynburgu, zm. 23 lutego 1850 tamże) – szkocki malarz.
Kształcił się w The Royal High School (Królewska Wyższa Szkoła). Wiele lat przebywał w Rosji i krajach z nią sąsiadujących (m.in. w Polsce w 1805 roku). Do Szkocji powrócił w roku 1814. W 1838 roku został rektorem Royal Scottish Academy (Królewska Szkocka Akademia), główną szkołą artystyczną w Szkocji.
W swojej twórczości koncentrował się głównie na malarstwie historycznym, m.in. malował sceny z dzieł Waltera Scotta.